# Мара, Камисесе
Рату Сэр Камисесе Капаиваи Туимазилаи Мара (фидж. Kamisese Kapaiwai Tuimacilai Mara, 6 мая 1920 — 18 апреля 2004) — фиджийский государственный и политический деятель, отец-основатель современной нации Фиджи. Был главой правительства с 1967 по 1970 год, когда Фиджи получило свою независимость от Соединённого Королевства, и, кроме небольшого перерыва в 1987 году, занимал должность премьер-министра с 1970 по 1992 год. С 1993 по 2000 год был вторым президентом Фиджи.

## Биография
Первоначально получал медицинское образование в колледже Нокс в Окленде, однако не закончив его, по настоянию двоюродного деда Рату Лала Сукуна, верховного вождя Фиджи, перешел в колледж Уодхэм при Оксфордском университете, где изучал историю. В 1949 году получил степень магистра. В 1961 году вновь возвращается в Великобританию и в 1962 году по окончании аспирантуры при Лондонской школе экономики он получает степень в области экономики и социального управления. В 1973 году университет Отаго присвоил ему звание почетного доктора права.
Свою деятельность он начал в 1950 году в качестве сотрудника по административным вопросам в колониальной службе, в 1953 году был назначен в Законодательный совет.
В 1959 году переходит в Исполнительный совет, в 1963 году назначен советником губернатора по природным ресурсам,
в 1964 году принят в Большой совет вождей, который в то время был уполномочен назначать двух членов Законодательного совета.
В 1966 году основал Партию Альянса, одержавшую победу на выборах. В 1967 году становится главным министром. В течение трех лет, до обретения страной независимости в 1970 году, вел напряженные переговоры с диаспорой индо-фиджийцев о закреплении в Конституции оптимального формата проведения выборов. Этнические фиджийцы, которых представлял сам Мара, настаивали на голосовании по разным этническим спискам, опасаясь ущемления интересов коренного населения. Индо-фиджийцы выступали за общий список для всех этнических групп. В результате было принято компромиссное решение — половина депутатов избирается по этническим спискам, а половина — всеобщим голосованием. После подписания данного соглашения Фиджи обрела независимость.
В 1970—1992 годах — премьер-министр Фиджи. Под его руководством страна добилась значительных успехов в производстве сахарного тростника, увеличив его урожай к 1987 году с 250 до 502 тыс. тонн. Производство сахара и сегодня продолжает оставаться основой экономики Фиджи, более 90 % продукции идет на экспорт. Фактически «с нуля» была создана лесная промышленность, основанная на выращивании сосны. Она обеспечивает государству годовой доход в размере 40-50 миллионов долларов. Вместе с тем администрация Мара подвергалась и критике, в первую очередь за политику в отношении индо-фиджийского населения страны, которая законодательно была закреплена в Конституции 1990 года. Её положения даже сравнивали с системой апартеида в ЮАР. Впоследствии Мара признал этот курс ошибочным и в 1996 году принес публичные извинение индо-фиджийскому населению за участие в разработке данного документа. Вместе с тем один из организаторов переворота 2000 года Джон Спейт, напротив, обвинял Мару в том, что он продался индо-фиджийцам и любыми путями хотел сохранить власть в руках коалиции фиджийских вождей и индо-фиджийских бизнесменов.
Поражение Партии Альянса от межэтнической коалиции на выборах 1987 года лишь ненадолго лишило политика власти, последовавшие вслед за этим два военных переворота во главе с подполковником Ситивени Рабука потребовали формирования временной администрации, во главе неё вновь встал Мара. Ему пришлось решать задачи по восстановлению разрушенной экономики страны и восстановлению международной репутации Фиджи.
В 1993—2000 годах — президент Фиджи. В результате военного переворота был отправлен в отставку, поскольку отверг требования мятежников об отмене Конституции. Однако, Верховный суд страны признал это решение неконституционным. Однако, 80-летний Мара, не желая дальнейшего углубления кризиса, добровольно покинул президентский пост.
После ухода в отставку уехал на свой родной остров Лакеба. Он продолжал влиять на политику на Фиджи через своё членство в Большом совете вождей.
В его похоронах в 2004 году участвовали порядка 200 тысяч человек — почти четверть всего населения Фиджи.